# Zweibindenbrasse
Die Zweibindenbrasse (Diplodus vulgaris), auch in der Einzahl häufig Zweibindenbrassen genannt, ist ein Fisch aus der Familie der Meerbrassen (Sparidae), der im Ostatlantik und im Mittelmeer beheimatet ist. Namensgebend sind zwei dunkle senkrechte Streifen, zum einen auf Höhe der Brustflosse und zum anderen vor dem Schwanzstiel.

## Merkmale
Die Zweibindenbrasse hat einen seitlich abgeflachten und hochrückigen Körper und erreicht eine durchschnittliche Körperlänge von 30 Zentimetern. Maximal wurden eine Körperlänge von 45 cm bei einem Körpergewicht von 1300 g gemessen. Der Kopf besitzt sehr große Augen sowie ein kleines endständiges Maul. Der Rücken und die Flanken sind silbriggrau mit gelben Längsreihen, die jeweils eine Schuppenreihe einnehmen. Vor und hinter der Rückenflosse befindet sich jeweils eine schwarze Querbinde, die dem Fisch den Namen gegeben haben. Die Bauchflossen sind brustständig und dunkel.
Die ungeteilte Rückenflosse besitzt 11 bis 12 harte Flossendornen und danach 13 bis 16 weiche, die Afterflosse 3 harte und 12 bis 15 weiche Flossenstrahlen.

## Verbreitung
Das Hauptverbreitungsgebiet der Zweibindenbrasse ist das Mittelmeer und die nordafrikanische Atlantikküste. Vorkommen werden im Ostatlantik von der Bretagne bis nach Afrika auf Höhe der (und bei den) Kapverdischen Inseln angetroffen. Ein zweites Verbreitungsgebiet ist an den Küsten Namibias und Südafrikas zu finden.

## Lebensweise
Die Fische schwimmen einzeln oder in kleinen Trupps. Sie leben im Küstenbereich vor allem auf Felsboden, seltener über Sandboden, Jungfische manchmal in Posidonia- und Tangwiesen. Die bevorzugten Tiefen liegen in den ersten 50 Metern des Eulitoral, sie kommen aber bis in 160 Meter Tiefe vor. Sie ernähren sich vor allem von kleinen Wirbellosen, meist Kleinkrebsen.
Zweibindenbrassen sind wie andere Meerbrassen, darunter etwa die Rotbrasse (Pagellus erythrinus), so genannte proterogyne Zwitter. Das bedeutet, dass alle Fische im Alter von etwa einem bis zwei Jahren als Weibchen geschlechtsreif werden und sich später in Männchen umwandeln. Die Laichzeit der Zweibindenbrasse liegt im Oktober bis Januar.

## Systematik
Die Zweibindenbrasse ist eine von zwölf Arten der Gattung Diplodus.